# Peter Buckley (cyclisme)
Peter Buckley (né le 2 août 1944 à Peel et mort le 4 juillet 1969 à Leeds) est un coureur cycliste britannique, actif dans les années 1960.

## Biographie
Ancien cycliste amateur de haut niveau, Peter Buckler a notamment remporté la course en ligne des Jeux de l'Empire britannique et du Commonwealth de 1966, le Tour d'Écosse en 1968 ou encore une étape de la Milk Race en 1969.
Le 2 juillet 1969, il chute gravement lors d'une sortie d'entraînement à Hebden Bridge en percutant un chien sur la route. Transporté à l'hôpital Chapel Allerton de Leeds, il meurt deux jours plus tard en raison de graves blessures à la tête,. 

## Palmarès
- 1965
  - 7e étape du Tour of the South West
  - 3e du Tour of the South West
- 1966
  -  Médaillé d'or de la course en ligne aux Jeux de l'Empire britannique et du Commonwealth
  - Macclesfield Grand Prix
  - Senior Service Criterium
- 1967
  - Star Trophy Road Series
  - Tour of the Peak
  - 2e du championnat de Grande-Bretagne sur route amateurs
  - 2e du Tour de Namur
- 1968
  - Circuit de Saône-et-Loire
  - Tour d'Écosse
  - 2e du Tour de l'Yonne
- 1969
  - Chequers Grand Prix
  - 6eb étape de la Milk Race
  - Tour of the Lakes Two Day
  - 3e de la Milk Race